# Moundville (Alabama)
Moundville is een plaats (town) in de Amerikaanse staat Alabama, en valt bestuurlijk gezien onder Hale County en Tuscaloosa County.

## Demografie
Bij de volkstelling in 2000 werd het aantal inwoners vastgesteld op 1809.
In 2006 is het aantal inwoners door het United States Census Bureau geschat op 2324, een stijging van 515 (28,5%).

## Geografie
Volgens het United States Census Bureau beslaat de plaats een oppervlakte van
10,3 km², waarvan 10,2 km² land en 0,1 km² water.

## Plaatsen in de nabije omgeving
De onderstaande figuur toont de plaatsen in een straal van 32 km rond Moundville.